# Субполарно језеро
Субполарно језеро је језеро којем је према термичкој класификацији површински слој воде у току кратког лета виши од 4°C, а период без леда је изузетно кратак. Овде се запажа обрнута термичка стратификација, тј. температура расте од површине према дну. Металимнион је слабо изражен и постоје две циркулације водене масе, почетком лета и у рану јесен. Субполарна језера су карактеристична за субполарну климу, а као најбољи примери издвајају се она у појасу реке Лене у Русији.